# Coppa di Francia (hockey su pista)
La Coppa di Francia di hockey su pista (fr.: Coupe de France de rink hockey) è il secondo torneo in ordine di importanza dopo il Campionato francese di hockey su pista istituito ed organizzato dalla Federazione di pattinaggio della Francia. La squadra che vanta il maggior numero di coppe vinte è il SCRA Saint-Omer con 7 trofei.

## Formula
Il torneo prevede la disputa di due/tre turni di qualificazione; a seguire, con l'ingresso nel torneo delle squadre di Nationale 1 vengono disputati gli ottavi di finale e i quarti di finale con la formula dell'eliminazione diretta tramite partite di andata e ritorno.
Le vincenti dei quarti di finale disputano le final four per l'assegnazione del torneo in un'unica sede.

## Albo d'oro
| Edizione        | Campione           | Finalista          | Finale             | Finale                     |
| Edizione        | Campione           | Finalista          | Punteggio          | Sede                       |
| 2001-2002 (1ª)  | La Vendéenne       | Quévert            | ? - ?              | ?                          |
| 2002-2003 (2ª)  | Saint-Brieuc       | Mérignac           | 4 - 4 (2-1 dtr)    | ?                          |
| 2003-2004 (3ª)  | Saint-Brieuc       | Quévert            | ? - ?              | ?                          |
| 2004-2005 (4ª)  | SCRA Saint-Omer    | Ploufragan         | 3 - 2              | ?                          |
| 2005-2006 (5ª)  | La Vendéenne       | SCRA Saint-Omer    | 5 - 3              | ?                          |
| 2006-2007 (6ª)  | La Vendéenne       | Coutras            | 4 - 1 • 4 - 1      | Coutras • La Roche-sur-Yon |
| 2007-2008 (7ª)  | Quévert            | Coutras            | 7 - 1 • 3 - 4      | Coutras • Dinan            |
| 2008-2009 (8ª)  | Mérignac           | Quévert            | 4 - 1 • 4 - 0      | Mérignac • Dinan           |
| 2009-2010 (9ª)  | SCRA Saint-Omer    | Saint-Brieuc       | 3 - 2 • 2 - 1      | Saint-Brieuc • Saint-Omer  |
| 2010-2011 (10ª) | La Vendéenne       | SCRA Saint-Omer    | 2 - 1              | Saint-Omer                 |
| 2011-2012 (11ª) | SCRA Saint-Omer    | Quévert            | 2 - 1              | Dinan                      |
| 2012-2013 (12ª) | Quévert            | SCRA Saint-Omer    | 3 - 2              | Nantes                     |
| 2013-2014 (13ª) | La Vendéenne       | Noisy-le-Grand     | 8 - 7              | Noisy-le-Grand             |
| 2014-2015 (14ª) | Quévert            | La Vendéenne       | 3 - 2              | Dinan                      |
| 2015-2016 (15ª) | La Vendéenne       | SCRA Saint-Omer    | 8 - 5              | Ploufragan                 |
| 2016-2017 (16ª) | SCRA Saint-Omer    | Nantes             | 5 - 2              | Nantes                     |
| 2017-2018 (17ª) | SCRA Saint-Omer    | Noisy-le-Grand     | 2 - 1              | Ploufragan                 |
| 2018-2019 (18ª) | SCRA Saint-Omer    | Lione              | 2 - 1              | Ploufragan                 |
| 2019-2020 (19ª) | Noisy-le-Grand     | SCRA Saint-Omer    | 6 - 5              | Nantes                     |
| 2020-2021 (20ª) | Edizione annullata | Edizione annullata | Edizione annullata | Edizione annullata         |
| 2021-2022 (21ª) | Quévert            | Lione              | 4 - 3              | Nantes                     |
| 2022-2023 (22ª) | SCRA Saint-Omer    | Coutras            | 4 - 1              | Coutras                    |
| 2023-2024 (23ª) | Quévert            | Ploufragan         | 4 - 3              | Dinan                      |

### Edizioni vinte e perse per squadra
| Squadra         | Vittorie | Secondi posti | Anni vittorie                            | Anni secondi posti           |
| --------------- | -------- | ------------- | ---------------------------------------- | ---------------------------- |
| SCRA Saint-Omer | 7        | 5             | 2005, 2010, 2012, 2017, 2018, 2019, 2023 | 2004, 2011, 2013, 2016, 2020 |
| La Vendéenne    | 6        | 1             | 2002, 2006, 2007, 2011, 2014, 2016       | 2015                         |
| Quévert         | 5        | 4             | 2008, 2013, 2015, 2022, 2024             | 2002, 2004, 2009, 2012       |
| Saint-Brieuc    | 2        | 1             | 2003, 2004                               | 2010                         |
| Noisy-le-Grand  | 1        | 2             | 2020                                     | 2014, 2018                   |
| Mérignac        | 1        | 1             | 2009                                     | 2003                         |
| Coutras         | 0        | 3             |                                          | 2007, 2008, 2023             |
| Lione           | 0        | 2             |                                          | 2019, 2022                   |
| Ploufragan      | 0        | 2             |                                          | 2005, 2024                   |
| Nantes          | 0        | 1             |                                          | 2017                         |